# Feng shen bang
Feng Shen Bang 3D (en chino: 3D封神榜) es una película Hong Kong-China de fantasía dirigida por Koan Hui y Vernie Yeung basada en la novela Fengshen Yanyi de Xu Zhonglin y protagonizada por Jet Li, Tony Leung, Louis Koo, Huang Xiaoming, Angelababy, Wen Zhang y Jacky Heung. La película se estrenó en China en julio de 2016.

## Reparto
- Jet Li como Jiang Ziya.
- Tony Leung Ka-fai como Di Xin.
- Louis Koo como Mahamayuri.
- Huang Xiaoming como Erlang Shen.
- Angelababy como Daji.
- Wen Zhang como Nezha.
- Jacky Heung como Leizhenzi.

## Producción
El presupuesto de la película es de 300 millones de yuanes. La fotografía principal comenzó el 21 de enero de 2015. La actriz Cecilia Cheung fue originalmente lanzada en el papel de Nezha, sin embargo, debido a su mal comportamiento en el set, fue despedida de la película. Su papel fue reemplazado por la actriz Wen Zhang, que era la opción original para el papel.

## Estreno
La película se estrenó en China en julio de 2016.